# Da Tweekaz
Da Tweekaz es un dúo musical noruego de hardstyle formado por Kenth Kvien y Marcus Nordli, ambos nacidos en 1987. En 2019 figuraron en el puesto 68 en la revista DJ Magazine, siendo así unos de los djs de hardstyle más cotizados en todo el mundo.
Han colaborado con otros artistas de su mismo género musical, como Coone, Wildstylez o Code Black.

## Discografía

### Álbumes
- Time 2 Shine (2012)
- #Tweekay14: The Ultimate Collection (2014)
- #Tweekay16: The Ultimate Collection (2016)

### Singles
- 2008:
  - Angeli Domini
  - The Past / Da Bomba

- 2010
  - DNA EP
  - Examination of Time

- 2011:
  - Nothingness EP
  - People Against Porn EP

- 2012
  - Become EP

- 2013:
  - Real Love
  - Island Refuge (The Qontinent 2013 Anthem) (con Wasted Penguinz)

- 2014:
  - #Tweekay14
  - Let It Go (feat. Elke Diels)
  - Hewwego

- 2015:
  - Wodka

- 2016:
  - Freedom (feat. Neilio)
  - Heroes (con Darren Styles)
  - #Tweekay16
  - See the Light (con Code Black & Paradise)
  - Tequila
  - Tomorrow (feat. Matthew Steeper)

- 2017
  - DRKNSS (con Sub Zero Project)
  - D.W.X. (10 Years Dirty Workz Mix) (con Coone)
  - How Far I’ll Go
  - Komon
  - Game of Thrones
  - Heart like Mine (con Code Black & Adrenalize feat. Matthew Steeper)

- 2018
  - Respect (con Anklebreaker)
  - Essence of Eternity (Reverze Anthem 2018)
  - Partystarter (con Darren Styles)
  - This is Special (con Sephyx)
  - Bring Me To Life (con HALIENE)
  - Jägermeister
  - Back And Forth
  - Forever

- 2019
  - Because of You (con Refuzion)
  - Scatman
  - The Elite (con Coone y Hard Driver, juntos conocidos como The Elite)
  - Tweekalution
  - We Are Fighters (con Destructive Tendencies)
  - Anything (con D-Sturb)
  - Circle Of Life (con David Spekter)
  - Keep On Rockin‘ (con Crystal Lake)
  - The Wire (con Diandra Faye)
  - Take Me Away (con Sound Rush)
- 2020
  - Adrenaline (con Wildstylez y XCEPTION)
  - Power Of Perception (con Coone y Hard Driver, juntos conocidos como The Elite)
  - We Made It (con LNY TNZ y The Kemist)
  - Moskau (con Harris & Ford)
  - The Sound Of (con Coone y Hard Driver, juntos conocidos como The Elite, y Diandra Faye)

### Remixes
2008:
- Sebulba – Reveal Our Existence (Da Tweekaz Remix)

2011:
- Coone – Million Miles (Da Tweekaz Remix)

2012:
- Demoniak – The World Needs to Hear (Da Tweekaz Remix)

2013:
- Mark with a K – Music Is My Alibi (Da Tweekaz Remix)
- Coone & Scope DJ – Traveling (Da Tweekaz Remix)

2014:
- Darren Styles & Gammer – You & I (Da Tweekaz Remix)

2015:
- Darren Styles & Re-Con feat. Matthew Steeper – Rest of Your Life (Da Tweekaz Remix)

2016:
- Mark with a K – See Me Now (Da Tweekaz Remix)
- Dj Paul Elstak – Luv U More (Da Tweekaz Remix)

2017:
- TheFatRat feat. Laura Brehm – The Calling (Da Tweekaz Remix)
- Darren Styles – Us Against the World (Da Tweekaz Remix)

2018:
- LNY TNZ – We Go Up (Da Tweekaz Remix)
- Yoji Biomehanika - Hardstyle Disco (con Sub Zero Project)
- KSHMR, B3nte & Badjack - The Spook Returns (Da Tweekaz Edit)
- W&W x Darren Styles feat. Giin – Long Way Down (Da Tweekaz Remix)

2019:
- Ti-Mo – Stay (Da Tweekaz Remix)
- Alan Walker, Sabrina Carpenter, Farruko - On My Way (Da Tweekaz Remix)

2020
- Tungevaag - Knockout (Da Tweekaz Remix)
- Alan Walker & Ava Max - Alone, Pt. 2 (Da Tweekaz Remix)

## Ranking DJmag
| DJ         | 2012 | 2013 | 2014 | 2015 | 2016 | 2017 | 2018 | 2019 |
| ---------- | ---- | ---- | ---- | ---- | ---- | ---- | ---- | ---- |
| Da Tweekaz | 99°  | 86°  | 66°  | 79°  | 71°  | 67°  | 76°  | 68°  |